# Präsidentschaftswahl in Ruanda 2003
Die Präsidentschaftswahlen in Ruanda 2003 fanden am 25. August 2003 statt. Es waren die ersten Wahlen in Ruanda nach dem Ruandischen Bürgerkrieg 1990–1993 und dem Völkermord in Ruanda 1994. Der amtierende Präsident Ruandas, Paul Kagame, gewann mit gut 95 % der Stimmen. Die anderen drei Kandidaten waren Faustin Twagiramungu, Jean-Népomuscène Nayinzira und Alivera Mukabaramba.
Das Norwegische Institut für Menschenrechte (NORDEM) bescheinigte dem Wahlvorgang, dass er „bei den Ruandern nicht das Gefühl entstehen ließ, eine Wahl zu haben“. Auch war „der Respekt vor dem Wahlgeheimnis und der Freiheit der Wahl der Stimmberechtigten häufig nicht gegeben“. Obwohl die Wahlen somit nicht internationalen Standards entsprachen, entschuldigten die Wahlbeobachter dies gleichzeitig mit den extremen Bedingungen nach dem Völkermord in Ruanda.

## Hintergrund
Obwohl Ruanda seit 1991 formal eine Mehrparteien-Demokratie war, fanden die Wahlen unter der Bedingung einer eindeutigen Dominanz der Regierungspartei Ruandische Patriotische Front und ihres Kandidaten Paul Kagame statt. Die Verfassung von 2003, die Wahlgesetze und insbesondere das Gesetz gegen „Divisionismus“ führten zu einer Atmosphäre eingeschränkter Meinungsfreiheit im Vorfeld der Wahlen. Hintergrund der genannten Gesetze war jeweils die Erfahrung des Genozids der 1990er Jahre, der etwa 800.000 Menschen das Leben gekostet hatte. Das Wahlgesetz verbot z. B. Parteien, die auf ethnischer, religiöser oder sonstiger „divisionistischer“ (also ausgrenzender) Grundlage agierten, die zu Diskriminierungen führen könnte. Unter den in Ruanda herrschenden Bedingungen wie z. B. dem Verbot der bis dahin größten Oppositionspartei, Mouvement républicain national pour la démocratie et le développement, die tief in den Völkermord verstrickt war, und der starken Kontrolle der Regierungspartei über die Medien schufen die Anti-Diskriminierungsgesetze eine Situation, in der alle abweichenden Meinungen leicht als „divisionistisch“ verunglimpft werden konnten.

## Ergebnisse
| Kandidaten                         | Kandidaten                 | Parteien                       | Stimmen   | %    |
| ---------------------------------- | -------------------------- | ------------------------------ | --------- | ---- |
|                                    | Paul Kagame                | Front patriotique rwandais     | 3.544.777 | 95,1 |
|                                    | Faustin Twagiramungu       | parteilos                      | 134.865   | 3,6  |
|                                    | Jean-Népomuscène Nayinzira | parteilos                      | 49.634    | 1,3  |
|                                    | Alivera Mukabaramba        | Party for Progress and Concord | 0         | 0,0  |
| Gesamt                             | Gesamt                     | Gesamt                         | 3.729.276 | 100  |
|                                    |                            |                                |           |      |
| Ungültige Stimmen                  | Ungültige Stimmen          | Ungültige Stimmen              | 83.291    | 2,2  |
| Wähler                             | Wähler                     | Wähler                         | 3.812.567 | 96,6 |
| Wahlberechtigte                    | Wahlberechtigte            | Wahlberechtigte                | 3.948.749 |      |
|                                    |                            |                                |           |      |
| Quelle: African Elections Database |                            |                                |           |      |